# کیور
کیور یکی از روستاهای دهستان لواسان کوچک بخش لواسانات در شهرستان شمیرانات استان تهران ایران است.

## جمعیت
جمعیت این روستا بر اساس سرشماری سال ۱۳۸۵ حدود ۱۳ نفر در ۵ خانوار بوده است که قطعاً تا کنون افزایش یافته است.